# Chauray
Chauray ist eine französische Gemeinde im Département Deux-Sèvres in der Region Nouvelle-Aquitaine. Sie liegt im Arrondissements Niort und im Kanton La Plaine Niortaise.

## Geographie
Der westfranzösische Ort mit 7173 Einwohnern (Stand 1. Januar 2022) liegt wenige Kilometer nordöstlich von Niort am Fluss Sèvre Niortaise.
Östlich von Chauray kreuzen sich die Autoroute A83 (E 3) und die D 611 (E 601).

## Geschichte
Prähistorische Siedlungsspuren sind nahe Chauray gefunden worden. Der Ort wird auch als Vicaria Calriacinse überliefert.
Deutsche Emigranten kamen als Protestanten wegen religiöser Verfolgung hierher. Noch im 19. Jahrhundert waren zwei Drittel der Einwohner Protestanten. Ihre Kirche, der sog. Temple, wurde 1854 errichtet. Die katholische Kirche St. Pierre wurde bereits im 12. Jahrhundert gebaut.

## Sehenswürdigkeiten
- Kirche Saint-Pierre, Monument historique[1]
- Protestantischer Tempel, Monument historique[2]

## Gemeindepartnerschaften
Chauray unterhält Partnerschaften mit der togolesischen Stadt Bassar in der Region Kara, mit der Gemeinde Schöffengrund in Mittelhessen und der kanadischen Stadt Saint-Augustin-de-Desmaures.